# Odry
Odry (německy Odrau) jsou město na řece Odře, které se nachází v okrese Nový Jičín v Moravskoslezském kraji. Žije zde přibližně 7 300 obyvatel. Většina města včetně jeho jádra leží v českém Slezsku, okrajové části přesahují moravsko-slezskou hranici (na Moravu spadá většina části Pohoř a několik nejvýchodnějších parcel části Odry).
Historické jádro je městskou památkovou zónou. Tu tvoří renesanční měšťanské domy, umístěné na náměstí, socha Nanebevzetí Panny Marie, neoklasicistní kašna na náměstí vytvořená roku 1897, části opevňovacích zdí a polokruhová bašta, kostel svatého Bartoloměje, fara, socha svatého Floriána z roku 1751, u kostela na jeho pravé straně pískovcový kříž a na levé straně sloup svaté trojice.

## Název
Název města Oder se v celé historii častokrát měnil. Poprvé v roce 1362 je jmenováno jako město Odra. V roce 1374 je známé jako in oppido nostro Odra (doslovný překlad z latiny: ve městě našem Odra) a stejně v roce 1406 Odra, potom v roce 1428 Odr, poté Odrau, které bylo poprvé použito v rozmezí let 1592 až 1588, Oderburgk někdy v roce 1583, Odera dvakrát v letech 1584 a 1588, Odraw v roce 1608. Tvar Odry (v němčině Odrau) se začíná používat od začátku 17. století. V německém jazyce se též objevuje tvar Lautsch.

## Geografie
Město Odry leží v jižní části Vítkovské vrchoviny, v Oderské kotlině v Nízkém Jeseníku, které přechází do Moravské brány. Často bývá mylně uváděno, že se město nachází v geomorfologickém podcelku Oderské vrchy. Odry ale ve skutečnosti leží v Přírodním parku Oderské vrchy, který není součástí stejnojmenné geomorfologické podoblasti. Město se rozkládá na obou stranách řeky Odry. Do řeky přitékají v okolí města vlévají zleva potok Vítovka a Zlatý potok a zprava Mlýnský a Stodolní potok. Z řeky odtéká, 6 km dlouhý, mlýnský náhon, který dříve zásobil energií vodní mlýn na obilí a teď zásobuje vodou pět rybníků (Trněný, Travný, Emauzský, Vraženský a Cíp).
Sousední vesnice jsou Vítovka na severu, Tošovice a Hvězdová (do roku 1949 Šternfeld) a Jestřabí na severovýchodě, Pohoř na východě, Mankovice na jihovýchodě, Emauzy a Vražné na jihu, Veselí na jihozápadě, Dvořisko a Dobešov na západě a na severozápadě Loučky. Z toho Vítovka, Tošovice, Hvězdová, Pohoř, Veselí, Dvořisko, Dobešov a Loučky jsou součástí města.

## Historie

### Založení
První písemná zmínka o obci, pod názvem Vyhnanov pochází už z roku 1234. Vyhnanov nebyla ani tak vesnice, ale spíše lokace v údolí mezi pohořským a veselským kopcem sahající až k vesnici Klokočůvek. Ve Vyhnanově žili, jak název napovídá, vyhnanci, kteří měli bránit hranici. Vyhnanov byl, v rozmezí let 1241 až 1253, vypálen během nájezdu Mongolů (Tatarů) a Kumánů. V této době stál poblíž Oder hrad Milíkov – Milichberg. Stavitel hradu byl kastelán Milich (občas udáváno v češtině Milík) z Hradce nad Moravicí. Tento hrad stál na výběžku Dobešovského vrchu mezi údolím Stodolního a Mlýnského potoka. Tomuto výběžku se často říká Břetislavův, protože to byl bod, kde se měla bránit nově dobytá hranice, dobytá právě Břetislavem I. Dnes lze najít pozůstatky hradu v tzv. šikaně při cestě z Oder na Dobešov. Protože znaky hradu nejsou moc patrné, je velmi pravděpodobné, že hrad byl postaven ze dřeva. Milíkov stál na pravděpodobném místě dřívějších Babích hrádků. Na Břetislavových výběžcích stály také strážní věže, které byly použity ve znaku města.

### Rozkvět města
Během kolonizování českého pohraničí Němci, vzniklo na pravé straně řeky Odry město. Založeno bylo ve druhé polovině 13. století poblíž bývalého Vyhnanova a na stejném místě bylo později vystavěno opevněné město. V roce 1357 má mít město kulatý tvar s opevněním, a to s valy, hlubokým příkopem a kamennými hradbami. Hradba měla dvě brány, a to: Dolní (Hranickou, v jižní části hradeb) a Horní (Opavskou, v severní části hradeb). Hradby dokonce měly několik výpadových branek. Pod hradbami dokonce bylo postaveno několik chodeb pro případ úniku a pro přívod vody do kašny na náměstí. Ve spodní části dnešního zámeckého parku byly tři rybníky pro chov ryb. Za hradbami stálo okolo padesáti měšťanských domů, kamenný hrad ve tvaru kvádru a dřevěný kostel. Hrad měl na západní straně hlásku (věž). Ve 14. století se Odry staly významným místním centrem. V této době, vlastnil město rod Šternberků, konkrétně Štěpán ze Šternberku. Štěpán ze Šternberka získal Odry a 11 dalších vesnic. Odry nechal v roce 1350 povýšit na město. Albrecht Aleš ze Šternberka městu udělil či správněji se zřekl práva odúmrti v roce 1362 a totéž učinil v 10 vesnicích oderského panství v roce 1374. V roce 1406 bylo městu uděleno právo výročního trhu, a tak se město stalo obchodním centrem oblasti.

### Husitské války
Po tom, co v roce 1427 Odry dobyl husitský hejtman Jan Tovačovský z Cimburka, se město stalo husitským. Během husitských válek na Moravě byly Odry důležitým husitským centrem v oblasti (konkrétně v letech 1427 až 1434 a dokonce v Odrách čtyři roky (1428 až 1432) pobýval litevský kníže Zikmund Korybutovič. Během husitského pobývání ve městě husité vypálili Fulnek, Nový Jičín a Hranice, čímž oslabili vzájemnou pomoc opavského vévody Přemka s olomouckým biskupem Janem Železným, Jiřím ze Šternberka a Janem z Kravař. V této době zpevnili husité opevnění kolem celého města. Tehdy tu působil husitský hejtman Dobeš Puchala z Věnavy, který byl velmi obávaný. Po bitvě u Lipan v roce 1434, husité svá slezská a severomoravská města s posádkou opustili. Naposledy v roce 1435 husitští hejtmané Boček a Vilém Puklicové z Pozořic spolu s 1000 jezdci nabízeli z Oder pomoc litevskému velkoknížeti Svidriegellovi a knížeti Zikmundu Korybutovi v jejich bojích v Litvě. Po husitech ve městě zůstala bašta a část městského opevnění. Odry s panstvím byly v roce 1481 vloženy do opavských zemských desk a od té doby patří do Slezska.
V letech 1437 až 1446 vlastnili Odry páni ze Šternberka, v letech 1446 až 1519 Oderští z Lidéřova, v letech 1519 až 1533 páni z Fulštejna a po nich město vlastnili pánové ze Zvole, a to v letech 1533 až 1612. Ti přestavěli hrad na renesanční zámek, vylepšili a zdokonalili mlýnský náhon, který poháněl mlýn a později napájel nově postavenou soustavu rybníků, které byly postavené za Janka Tomáše ze Zvole.

### Období během a po třicetileté válce
Během třicetileté války Švédové město několikrát vybrakovali. Byl také poničen kostel svatého Bartoloměje, jenž byl opraven až koncem 17. století v barokním slohu. V době po bitvě na Bílé hoře se v Odrách několikrát vystřídala cizí šlechta. Roku 1660 získala oderské panství hrabata z Werdenberka a potom v letech 1716 až 1792 páni Lichnovští z Voštic. Během jejich vlády byly založeny nové zemědělské dvory (Dvořisko, Vítovka a panský dvůr Odry). Postavili také tzv. květinovou lávku přes Odru, aby se město mohlo rozvíjet na levém břehu. Lávka byla znovu postavena roku 1899 opavským stavitelem Rudolfem Schnackem. Byla postavena na místě starého osídlení z první poloviny 13. století, které bylo zničeno povodní v roce 1605 a na místě osídlení byl postaven kamenný kříž. Novému osídlení se začalo říkat Neumark. Mezi jinými zde stál dům lesníka, bělidlo a hostinec. Bylo zhruba v místech dnešních ulic Stará, Růžová a Křížová. Také v letech 1730 až 1736 nechali přestavět renesanční zámek na barokní, během něhož (mimo jiné) zbourali západní křídlo a válcovou věž. Architekt přestavby byl asi Johann Lucas von Hildebrandt (občas udáváno Lukáš Hildebrandt). V okolí Oder se v 18. století těžilo stříbro a olovo. Pro tyto účel založila nadaci s výší 200 000 zlatých. Během let se v Odrách objevilo několik selských bouří – jedna musela být dokonce v roce 1782 potlačena vojskem. Od roku 1792 byla majitelkou panství Marie Teresie, pak hraběnka Schlabrendorfová a nakonec Charlotta z Fürstenburgu (která byla její sestra). Jejím úsilím byla, roku 1855, postavena nemocnice. Spolu s nemocnicí založila, dokonce i roku 1861 klášterní školu (dnes Církevní škola – plný název Střední pedagogická škola a střední zdravotní škola svaté Anežky české). Tato škola byla vylepšována v rozmezí let 1888 až 1896. Pro tyto účel založila nadaci s výší 200 000 zlatých.
Roku 1863 byla zbořena městská radnice, stojící uprostřed náměstí. Na jejím místě dnes stojí kašna. V roce 1898 bylo postaveno městské koupaliště.

#### Městské pivovary
V roce 1866 začal v Odrách pracovat Panský pivovar Odry, který dokázal na vrcholu výkonnosti vyprodukovat až 300 000 litrů piva. Budova pivovaru stojí dnes v Zámecké ulici a starší část domu je z 16. století. Několik metrů od pivovaru stojí původní městský hydrant z přelomu 19. a 20. století. Pivovar se před uzavřením v roce 1943 jmenoval Salomon Fried a Söhne (Salomon Fried a synové), plným názvem Salomon Fried a Söhne, pivovar, výroba likérů a lihu, Odry. Fried byl během druhé světové války zatčen v Protektorátě, kam odešel, a nakonec zemřel v Osvětimi.
Druhý pivovar v Odrách byl měšťanský a pracoval v letech 1788 až 1913. Tento pivovar stál na ulici Pásová a dnes je to dům s mansardovou střechou a rozsáhlými sklepy. Poslední majitel byl v roce 1913 Hanuš Ulrich.

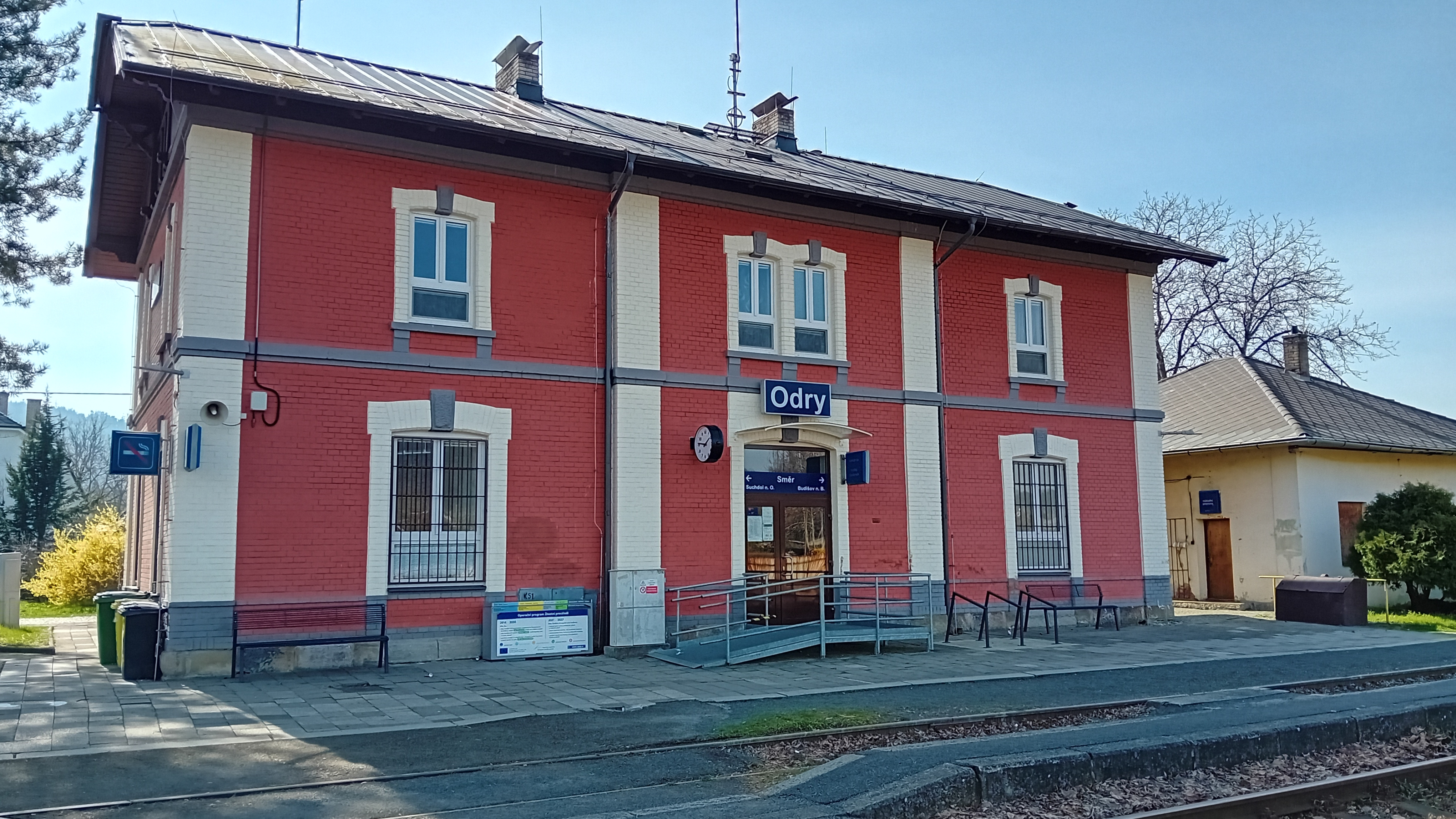
Nádraží v Odrách

#### Průmysl
Ve druhé polovině 19. století začaly v Odrách vznikat průmyslové podniky, a to především z manufaktur a malých dílen. V roce 1839 Jozef Kazimír Gelrich zakládá továrnu na výrobu sukna s deseti stavy, ze které po jeho smrti v roce 1856 na 250 stavech Sebastian Waschka zavádí výrobu kloboučnické plyše (po znárodnění v roce 1948 Oděvní průmysl N.P. Prostějov a po roce 1989 výrobna plastů Mateiciuc). V roce 1866 v Odrách spustila výrobu první česká gumárna. Růst města a také průmyslu v něm urychlila stavba železniční tratě Suchdol nad Odrou – Budišov nad Budišovkou a železničního nádraží v Odrách, která se začala používat v roce 1891. Na přelomu 19. a 20. století probíhala v okolí Oder těžba břidlice.

### 20. století
V roce 1906 získal Odry rod Potockich. Ti, v téměř zcela německých Odrách, podporovali české obyvatelstvo. Především tak, že ho zaměstnávali v oderské cihelně a staré pile v Loučkách. Čeští dělníci se často scházeli ve dvou restauracích, zvaných Horní a Dolní sklepy (dnes je na jejich místě přírodně betonový amfiteátr). Nakonec si, v roce 1907, postavili dělníci Dělnický dům (ve kterém je dnes improvizované divadlo, improvizované kino a restaurace), jenž se stal, svým způsobem, kulturním centrem města.
V roce 1902 byla ve městě postavena budova Soudu, který spravoval Soudní okres Odry. K soudu patří i věznice, která stojí za ní. Dokonce v ní měl být zadržen spisovatel Jaroslav Hašek, a to za potulku a výtržnosti. Soud nakonec zrušili v roce 1947 a v této budově dnes sídlí škola středního odborného učiliště. Věznice je přebudována na byty.
V roce 1922 vznikla na Okružní ulici česká škola, ale kvůli malým prostorám byla v roce 1930 postavena nová česká škola (dnes součást Základní školy na Komenského ulici). Německé obyvatelstvo, v rivalitní reakci na to, postavilo v roce 1932 nedaleko německou školu. Tyto školy vznikly díky finančním fondům vlády Československé republiky, které měli především zmírnit sociální krizi v oblasti.

#### Druhá světová válka
Odry v roce 1930 měly 4000 obyvatel, z nichž bylo 3461 Němců. Po Mnichovské dohodě se staly Odry součástí Třetí říše jako Sudety, a proto menšinové české obyvatelstvo opustilo město. 10. října 1938 začalo obsazování území Wehrmachtem a následné perzekuce židů. 17. prosince 1944 byla v bitvě zvané Krvavá neděle u Oder sestřelena tři německá stíhací letadla Messerschmitt Bf 109. Jedno z nich bylo vykopáno 28. srpna 2010, suchdolskými archeology.
Majitel zámku byl až do roku 1945 hrabě Potocki. Po ukončení války se v období let 1945 a 1946 uskutečnil odsun německého obyvatelstva (asi 4000 lidí). Odry se poté začaly naplňovat českým (z části i slovenským) obyvatelstvem z vnitrozemí.
7. května 1945 bylo město dobyto Rudou armádou, ještě před jejím příchodem Wehrmacht zničil most u církevní školy, přes řeku Odru. Nový most byl postaven až roku 1958.

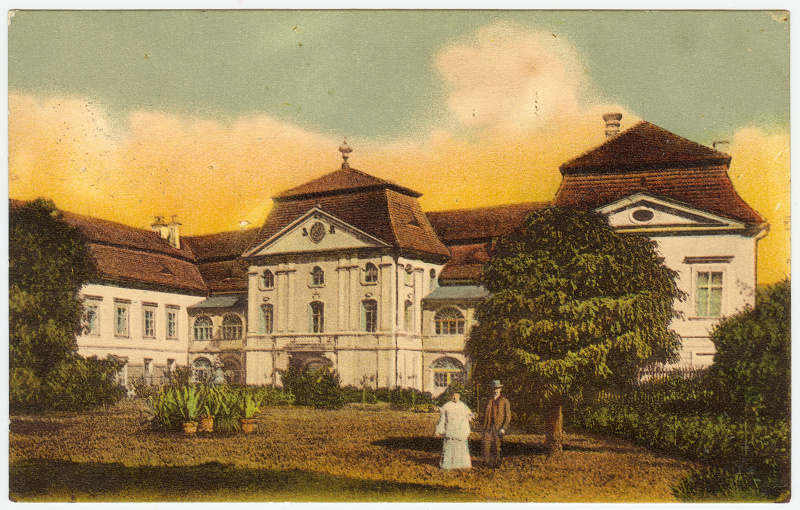
Odry, zaniklý zámek na pohlednici

#### Období po druhé světové válce
V roce 1947 byla elektrická síť přestavěna ze stejnosměrné na střídavou. Po celá padesátá i šedesátá léta byly v okolí Oder vysazovány sady (především jablečné). 17. ledna 1964 vyhořel z 80 % oderský zámek. Ruiny byly strženy 7. července 1966 a na místě zámku byl postaven obchodní dům ODRA s betonovou konstrukcí, který byl otevřen roku 1978.
V letech 1978 až 1980 se prováděla přeložka řeky Odry, která se prováděla kvůli rozšíření závodu Optimit, ve které se od roku 1966 vyráběly hadice. Kvůli přesunutí řeky zanikla světoznámá dostihová dráha. Dostihy vznikly po druhé světové válce po sporech dvou Oderských statků Meierhof a Josefihof, když místní statkáři zorganizovali závody koní, aby zjistili, kdo z nich je lepší. Tento jeden závod pak zahájil pravidelné pořádání dostihů. První oficiální dostihy v Odrách byli pořádány v roce 1951 a těšili se velké popularitě diváků (na některé chodilo až 10 000 diváků). Závodní dráha byla především určená překážkovým dostihům, byli ale i rovinové a klusácké dostihy. Celkem se událo za dobu existence 250 cvalových dostihů (a z toho 184 překážkových). Poslední závod se udál 15. června 1975. Mezi další objekty zaniklé kvůli přeložce řeky Odry patří škvárové hřiště a most, který spojoval břehy, se přesunul o dvacet metrů níže po proudu a byl postaven kolmo ke břehu. Také byla rozdělena ulice Vítovská, která spojoval most a cestu na Vítovku. V roce 1973 byl postaven v areálu továrny 114 metrů vysoký bětonový komín. A v roce 1984 byla postavena v areálu horkovodní uhelná kotelna i včetně dalšího betonového komína vysokého 113 metrů.
V roce 1967 bylo postaveno na místě zrušené střelnice autobusové nádraží. Po té v roce 1971 byl uveden do provozu vlek nad benzínovou pumpou (není od roku 1991 v provozu). V letech 1971 až 1973 bylo postaveno sídliště Pod lesem (s originálním jménem Leninovo a 328 byty). V letech 1972 až 1974 byl postaven fotbalový stadion a spolu sním i tenisové kurty. V roce 1978 byl otevřen obchodní dům Odra na místě bývalého zámku. V letech 1980 až 1982 bylo postaveno sídliště Míru s celkem 194 byty, kvůli kterému byla zbouraná část historické zástavby. 

###### Po sametové revoluci
Po roce 1989 došlo k privatizaci velkých podniků ve městě. Z textilní továrny Oděvní průmysl N.P. Prostějov vznikla společnost Mateiciuc, ve které se vyrábějí polypropylenové trubky, zahradní hadice, kabelové chráničky a stavební profily. V roce 1998 se gumárna Optimit stala členem skupiny Semperit a v roce 2008 byl odstřelem odstraněn 103 metrů vysoký komín v areálu této továrny. Nyní se jedná o největšího výrobce hadic na světě. V roce 2014 byla otevřena rozhledna Olšová u Pohoře a v roce 2018 byla otevřena Veselská rozhledna. V roce 2020 byl otevřen pro veřejnost Flascharův důl, ve kterém se na přelomu 19. a 20. století těžila břidlice. Je jedním ze dvou zpřístupněných v České republice. V dolu je několik komor a odhalené čelo vrásy.

## Obyvatelstvo

Věková struktura obyvatel obce Odry roku 2011
Rodinný stav obyvatel obce Odry roku 2011
Vzdělání obyvatel obce Odry roku 2011

## Doprava
Městem procházejí silnice druhé třídy II/441 a II/647. Prochází zde také železniční trať Suchdol nad Odrou – Budišov nad Budišovkou, na území města se nacházejí stanice Odry a zastávka Klokočov, spoje na trati jsou integrovány v ODIS a Esko jako linka S 33.

## Osobnosti
- Heinrich Johann Demel (1808–1867), rakouský astronom a matematik
- Josef Fiebiger (1870–1956), rakouský univerzitní profesor
- Walter Galuschka (1921–1967), člen bavorského parlamentu
- Eduard Gerlich (Odry–1904), stavební inženýr, profesor v Curychu a stavitel horských železničních tratí
- Ernst Habiger (1932–2021), německý inženýr a univerzitní profesor
- Wilhelm Heinz (1894-?), inženýr, politik (NSDAP) a člen Německého říšského sněmu
- August Herzmansky (1834–1896), rakouský podnikatel a zakladatel obchodního domu Herzmansky ve Vídni
- Karl Alfons Jurasky (1903–1945), geolog
- Alois Klein (1836–1927), reformátor spravedlnosti v Chorvatsku Slavonie
- Gustav Kreitner (1848–1893), geograf, diplomat Rakouska-Uherska a cestovatel[30]
- Jan Lillich (1810–1849), katolický kněz, profesor církevních dějin na teologické fakultě v Olomouci, děkan teologické fakulty
- Ernst Lohwag (1847–1918), německý spisovatel
- Walther Mann (1931–2009), německý inženýr a univerzitní profesor
- Jaroslav Porák (1931–1985), bohemista a slavista, docent Univerzity Karlovy
- Anton Rolleder (1855–1912), profesor na státní vysoké škole a místní historik, čestný občan města
- Ferdinand Ulrich (1931–2020), německý filozof
- Horst Vladar (* 1941), německý režisér, zpěvák a umělecký vedoucí Neuburger Kammeroper
- Otto Walzel (1919–1991), německý politik (SPD, CDU), Poslanec státního parlamentu Rheinland-Pfalz
- Emil Zimmermann (1861–1928), rakouský sochař. V Odrách vytvořil kašnu, která je umístěna ve středu náměstí a několik náhrobků na oderském hřbitově.
- František Konečný (1936-2017), politik, senátor

## Pamětihodnosti

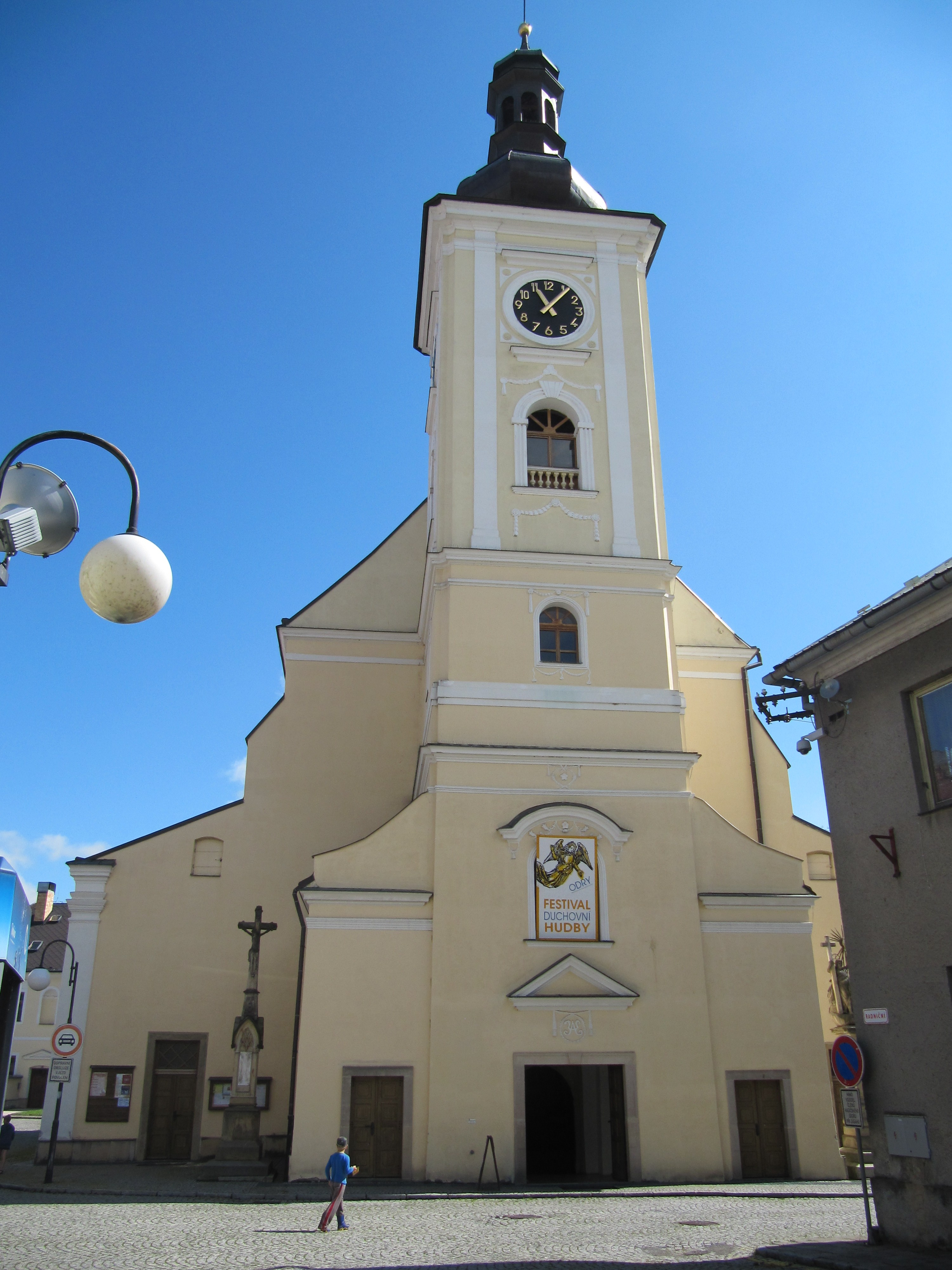
Kostel svatého Bartoloměje

### Kulturní pamětihodnosti

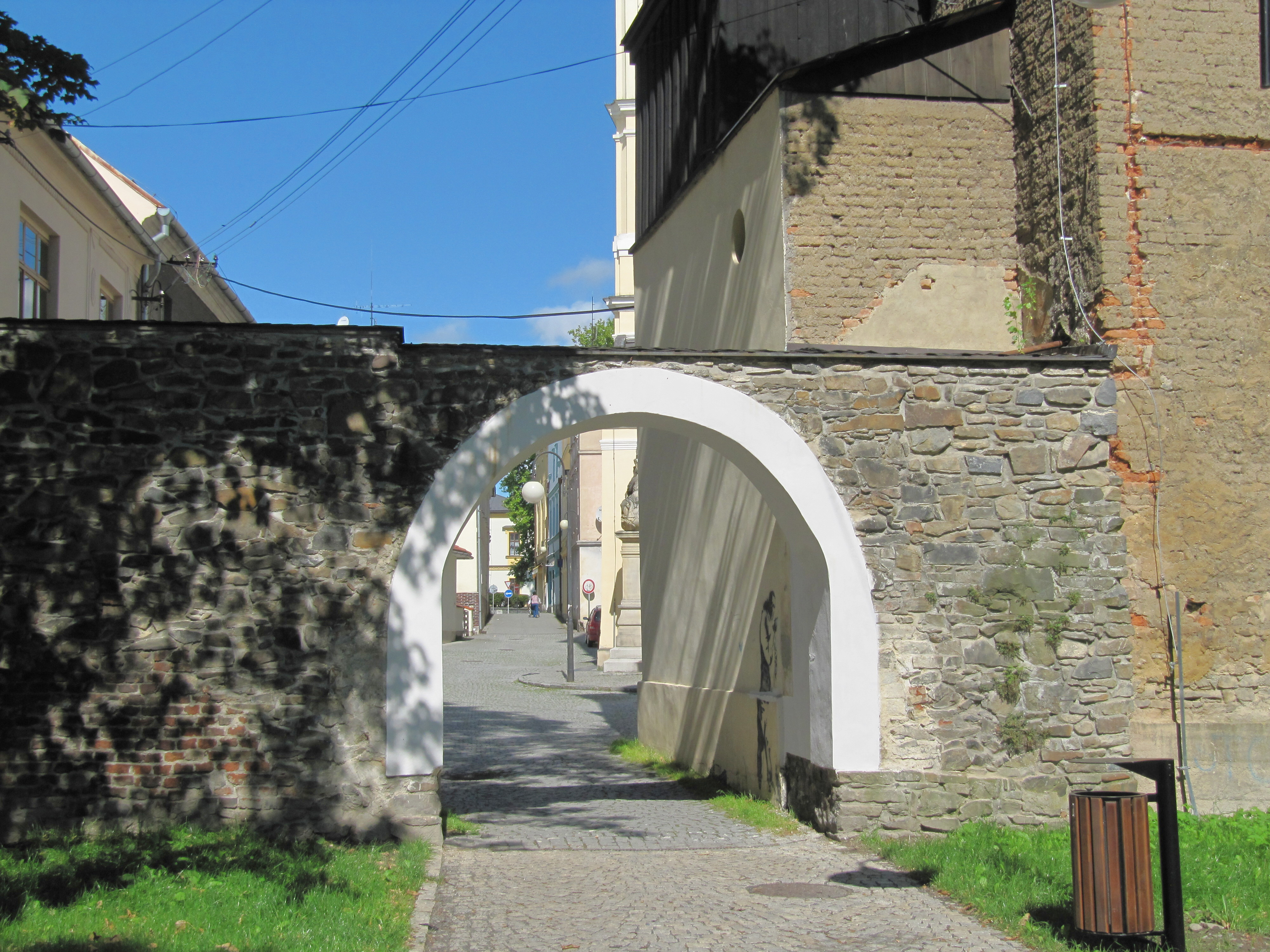
Branka v bývalém městském opevnění.

- Městské opevnění, kruhová bašta a úsek hradební zdi byly postaveny nejpozději počátkem 15. století, ale mohly být postaveny už ve 14. století. Součástí hradebního kruhu byl dříve i opevněný hrad na severovýchodě a kostelní areál na východě. Na východě dřív chránil město podzámecký rybník. Hradby byly zničeny konce 19. století (až na výjimky) a brány už před rokem 1836. Do dneška se zachovala pouze půlkruhová bašta.[31][32]
- Hotel Max
- Textilní továrna Gerlich

- Kašna na Masarykově náměstí postavená v neoklasicistním slohu, z roku 1897 od sochaře Emila Zimmermanna, věnovaná císaři Franci Josefovi

- Kostel svatého Bartoloměje postavený roku 1373 v gotickém stylu a přestavěný v letech 1691–1692 na barokní. V kostelní věži je od roku 1374 umístěn největší moravský zvon. Roku 1733 byla k severní sakristii s oratoří v patře přistavěna kaple sv. Jana Nepomuckého. Na druhé straně byl v roce 1777 přistavěna kaple sv. Valentina. V roce 1792 zasáhl kostel požár a při opravách s ním souvisejícím byla v 90. letech 18. století přistavěna současná západní kostelní věž.[33]Fara z roku 1699

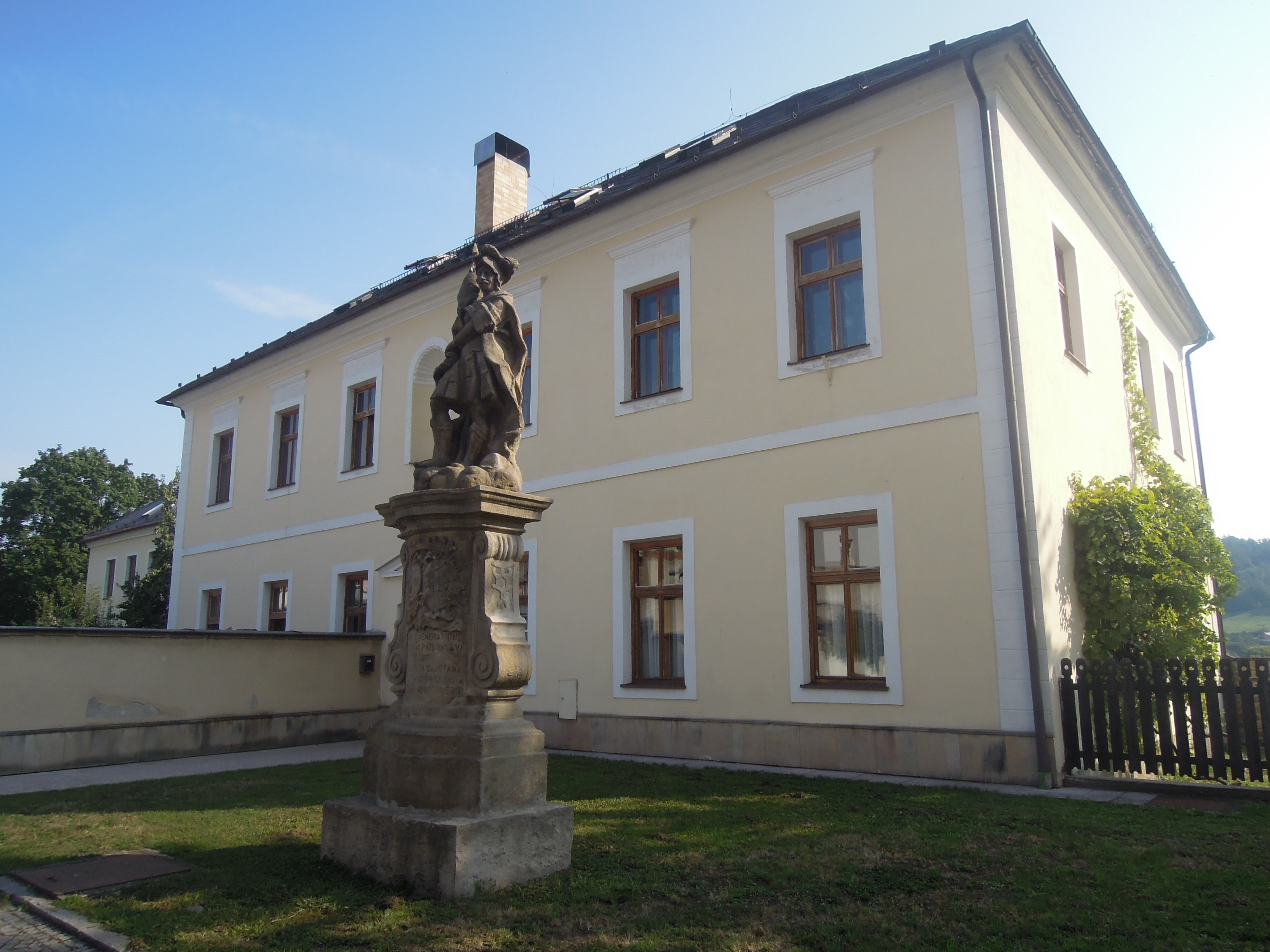
Fara z roku 1699

- Fara z roku 1699 stojí vedle kostela a je na místě starší fary. Nová fara byla upravena do současné klasicistní podoby v polovině 19. století. Při tom získala šestiosé průčelí a valbovou střechu. Před farou je socha sv. Floriána, vytvořená roku 1751 a zaplacená Marií Barbarou Lichnovskou[33]
- Sousoší Nejsvětější Trojice stojí hned vedle kostela. Sousoší vytvořil A. Heinz z Oder roku 1890.[33]Socha svaté trojice

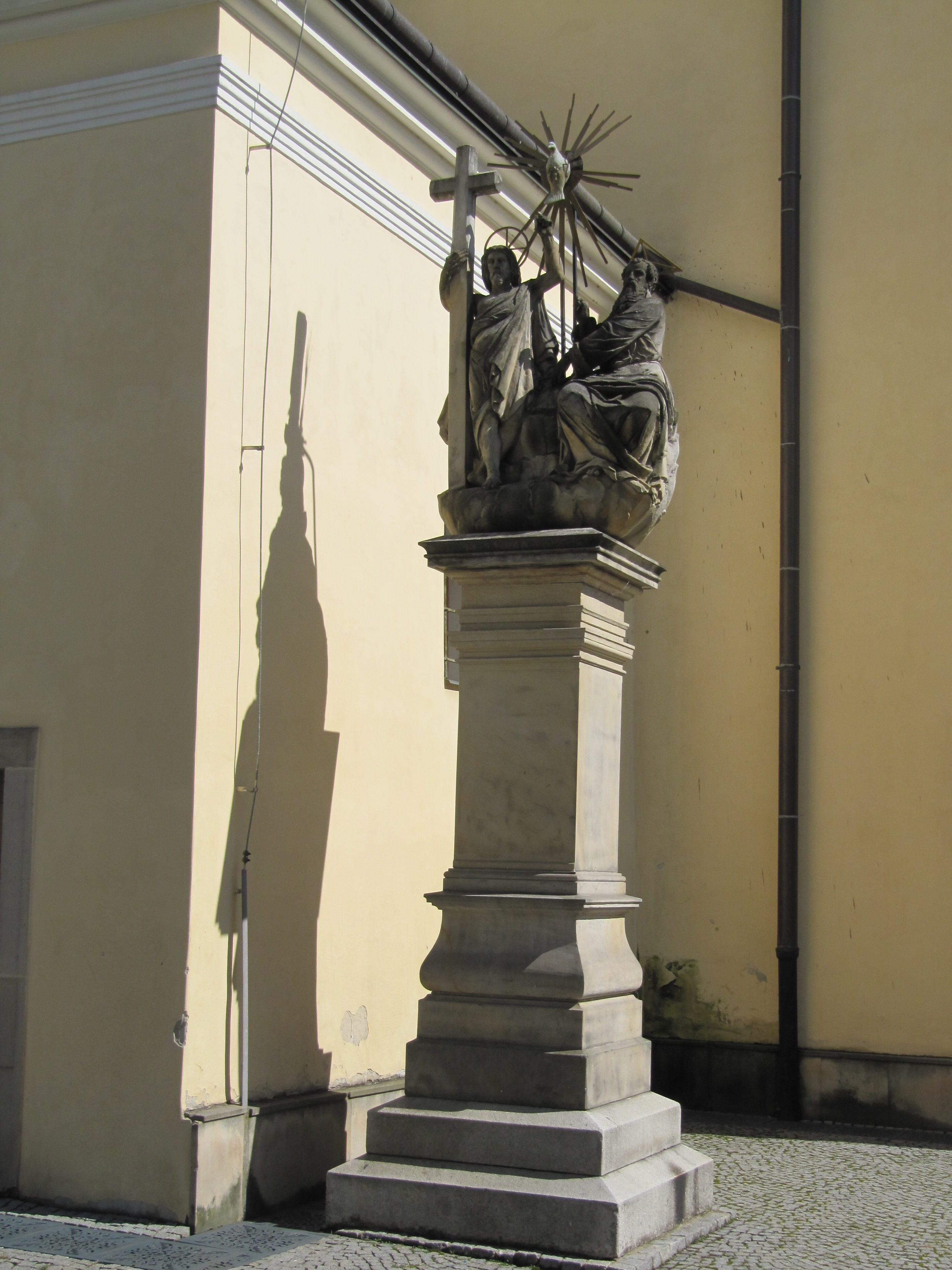
Socha svaté trojice

- Kaple svaté Rodiny stojí na hřbitově a roku 1719 byla postavena v barokním slohu, nemusela ale sloužit jako hřbitovní kaple, ale jako protestantský kostel. Původně se ale jednalo o dřevěnou, roubenou stavbu nakonec i obezděnou. Při opravách hřbitovního vchodu se objevil boční vchod, který je typický pro protestantské stavby. Během oprav se nalezla keramika z 15. století. Může proto jít o budovu z staršího osídlení, kterému se říkalo Česká ves. V roce 2016 se uskutečnila komplexní rekonstrukce kaple.[34]
- Hrobka rodiny Bernheirerovy se nachází na oderském hřbitově a je to sloupová, altánová stavba novogotického slohu. Na hrobě jsou chrliče, kraby, křížové klenby, kytky, vimperky a fiály, které jsou vytvořené s širokou škálou pseudogotických prvků. Na hrobě je umístěna pískovcová plastika Marie s dítětem v životní velikosti.

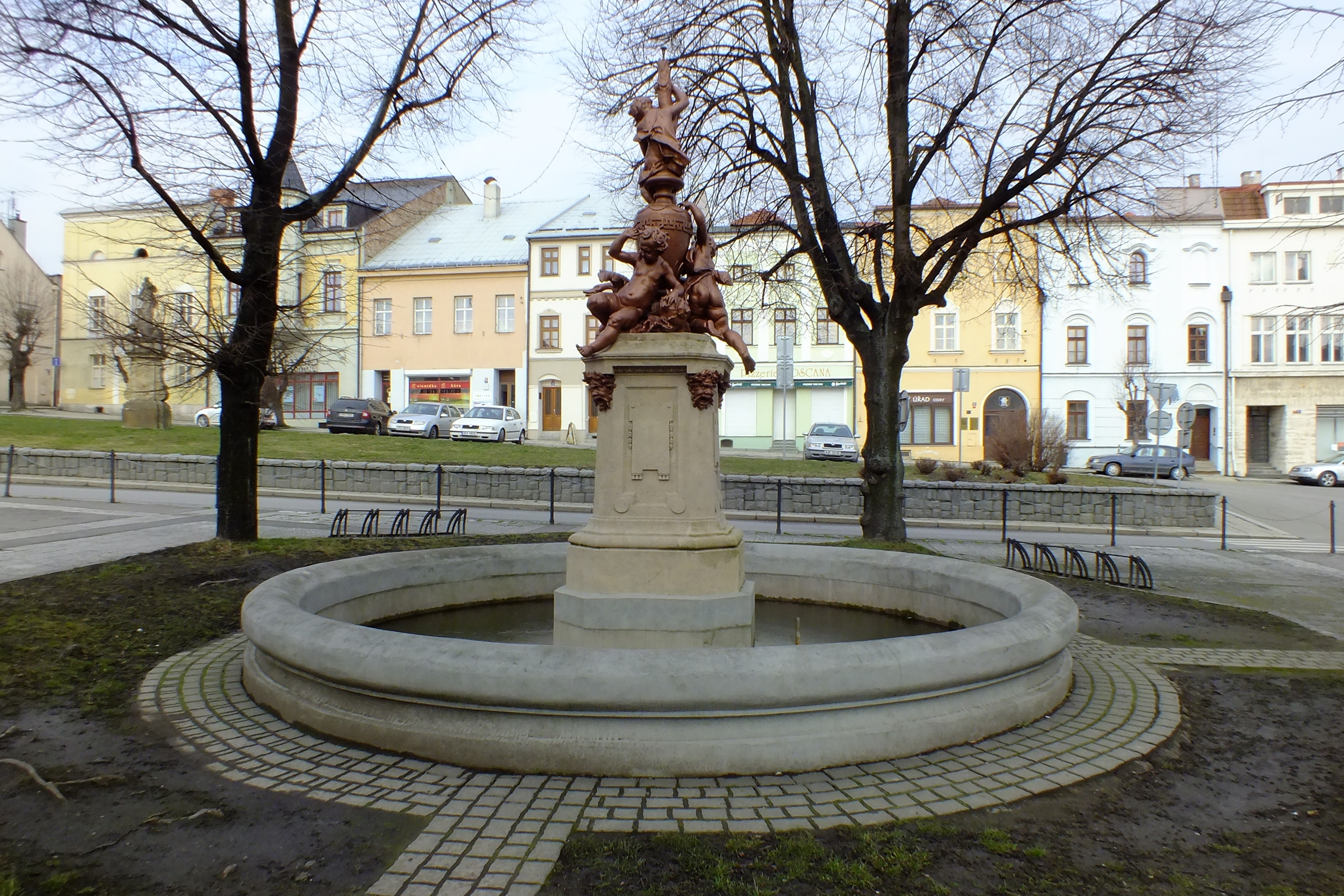
Neoklasicistní kašna z roku 1897

- Neoklasicistní kašna z roku 1897Socha Nanebevzetí Panny Marie na Masarykově náměstí vytvořená v roce 1783, z bývalého pranýře, a dokonce část pranýře je použita na sochu (zřejmě na podstavec). Socha stojí na místě kamenného kříže z roku 1812, ten byl ale zničen přímým zásahem za druhé světové války.
- Sousoší Na nivách
- Kamenný kříž byl postaven v roce 1605 na paměť povodně, která zničila osídlení na levém břehu.
- Barokní socha svatého Jana Nepomuckého, která dříve stále u mostu Sv. Jana. Tuto sochu vytesal sochař David Zürn nejml. roku 1714. Sochu zaplatil důstojník Marcus Antonius de Rochowille (manžel Marie Leopoldiny, dcera hraběte z Vitberku).[35]
- Socha sv. Františka z Assisi se dnes nachází přímo naproti soše svatého Jana Nepomuckého a také ji vytvořil David Zürn nejml.. Vytesal ji na objednávku hraběte Františka Leopolda Lichnovského. Tato i předchozí socha stávali na bývalém Jánském (Dlouhém) mostě, který byl postaven v roce 1470.
- Flascharův břidlicový důl v lokalitě Nový Svět.[36]
- Vodní mlýn Wesselsky v Loučkách.

### Přírodní pamětihodnosti

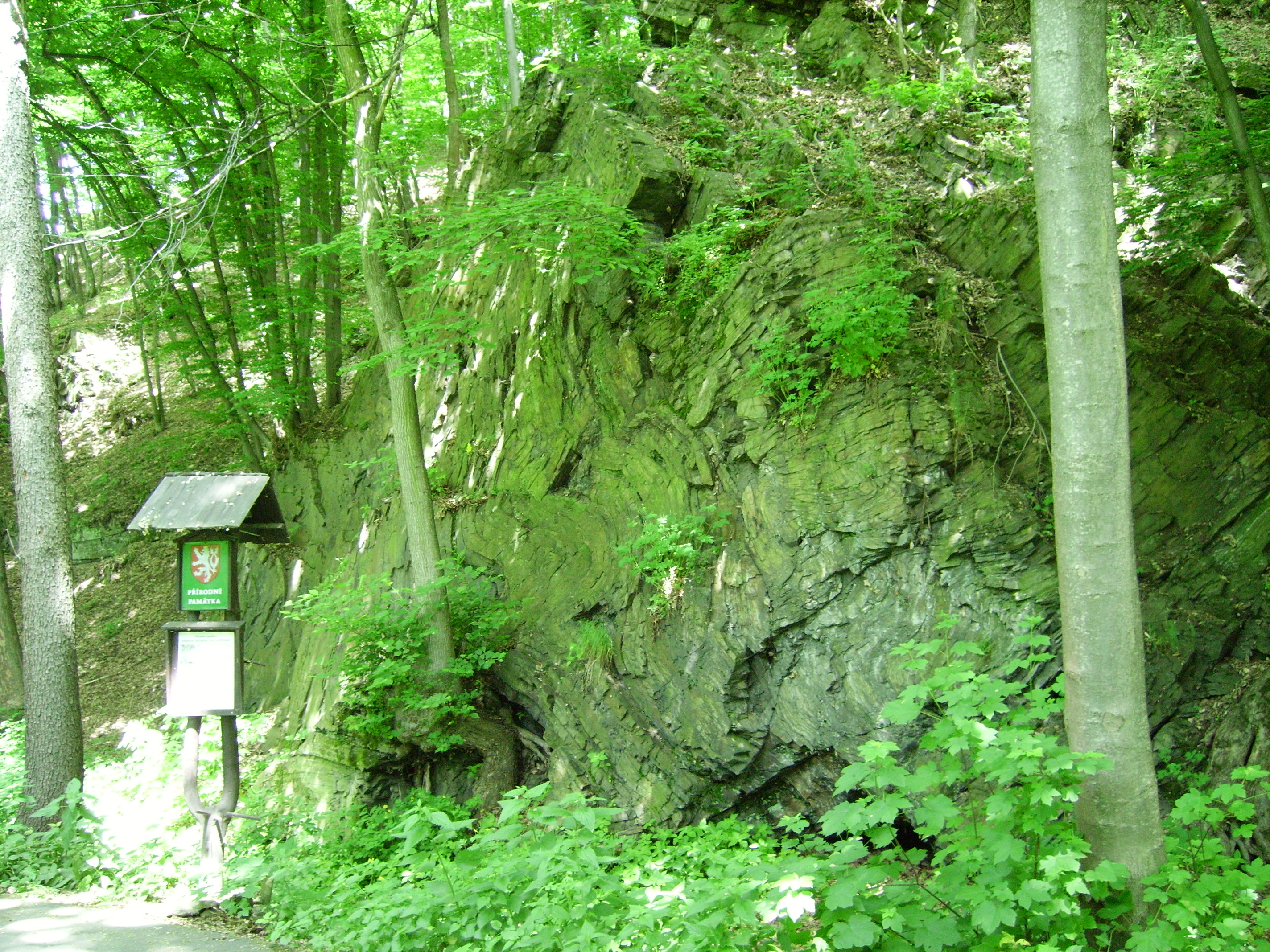
Vrásovitý útvar u Klokočůvku

- Vrásový soubor v Klokočůvku je přírodní památka, která stojí u Klokočůvku, na levém břehu řeky Odry. Soubor leží na severozápadě od Oder. Přírodní památka je tvořena odkryvem zvětralých slitovců až jílovými břidlicemi, místy jemnozrnnými drobami šedých barev deskovité až tence lavicovité vrstevnatosti. Lidově se jí říká Dračí skála, a to kvůli malé jeskyni.
- Stříbrné jezírko je přírodní památka, která vznikla v bývalém galenitovém dole z důvodu neodčerpávání přitékající vody z něho. Oblast je ve výšce 460 metrů nad mořem a má rozlohu 0,22 hektarů. Těžba se v dole ukončila v 17. století. Rozloha jezírka je asi 500 metrů čtverečních, z toho má dvě třetiny hloubku asi 1,5 metru a zbytek je důl. V jezeru se vyskytuje ďáblík bahenní a vachta trojlistá, které byly vysazeny uměle v 90. letech. Původní jsou: šípatka střelolistá, orobinec širokolistý, kosatec žlutý, rak říční, čolek obecný, čolek horský, ropucha obecná, skokan hnědý. V okolí jezírka se vyskytuje ještěrka živorodá, slepýš křehký a užovka obojková.
- Suchá Dora je přírodní rezervace, která má za cíl zachovat typický, původní lesní porost, v oblasti Nízkého Jeseníku. Je v nadmořské výšce 356–524 metrů, na sever natočeném svahu směřujícím k potoce Suchá, západně od Jakubčovic nad Odrou. Rezervace se nachází v katastrálním území Dobešov a Jakubčovice nad Odrou, její výměra je asi 17,60 ha. Oblast byla vyhlášena chráněnou v roce 1969.[37]

## Části města

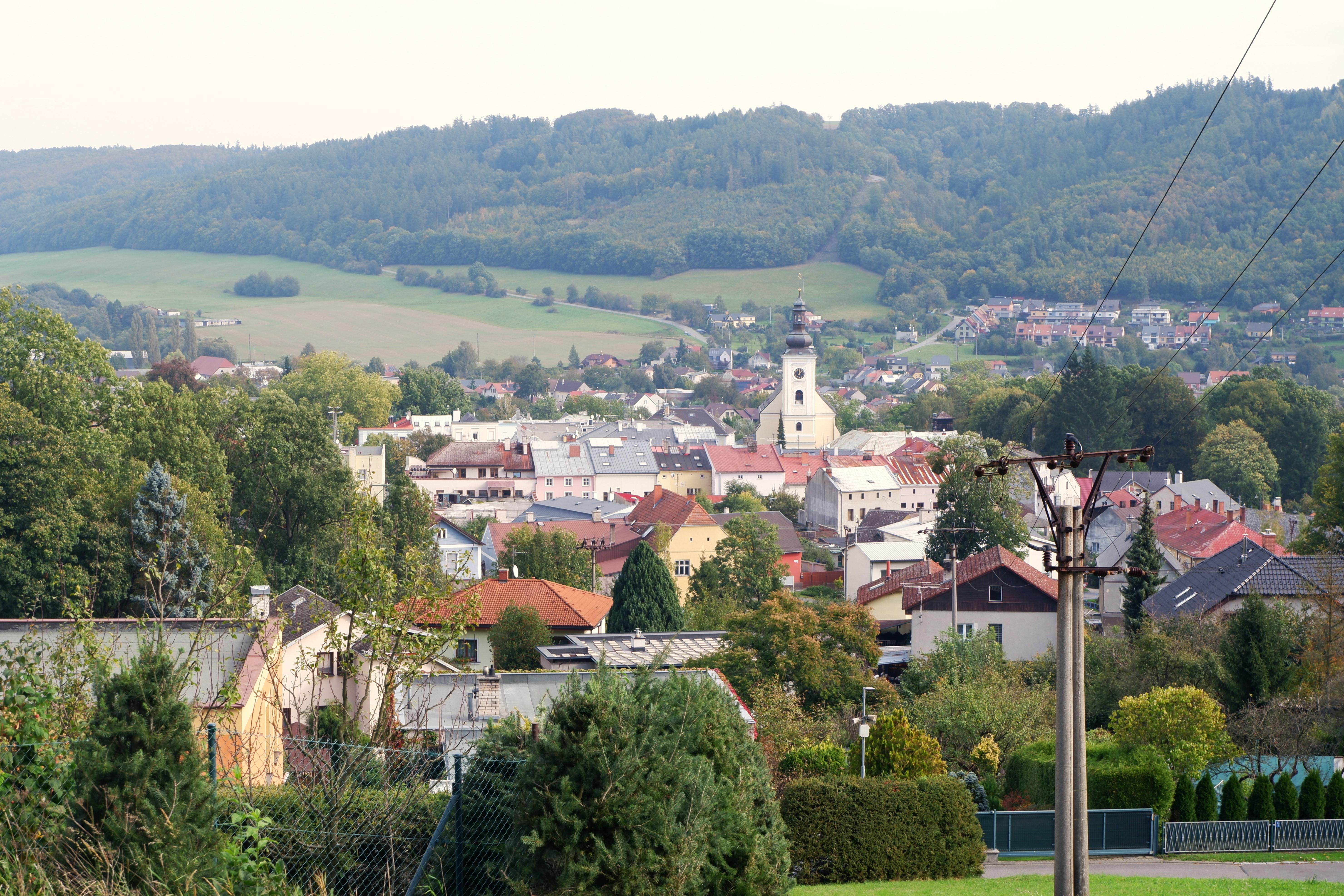
Pohled na historické jádro Oder z ulice Veselské

- Odry – téměř celý katastr, jakož i celá zástavba leží ve Slezsku, ale některé parcely na samotném východním okraji katastru leží na Moravě
- Dobešov – leží ve Slezsku
- Kamenka – leží ve Slezsku
- Klokočůvek – leží ve Slezsku
- Loučky – leží ve Slezsku
- Pohoř – téměř celý katastr leží na Moravě, některé parcely na samém západním okraji katastru leží ve Slezsku
- Tošovice – leží ve Slezsku
- Veselí – leží ve Slezsku
- Vítovka – leží ve Slezsku

Od 1. ledna 1979 do 31. prosince 1993 k městu patřily i Jakubčovice nad Odrou a od 1. ledna 1980 do 23. listopadu 1990 také Mankovice.